# Gvidonas Markevičius
Gvidonas Markevičius, né le 22 novembre 1969, à Šakiai, en République socialiste soviétique de Lituanie, est un ancien joueur de basket-ball lituanien. Il évolue au poste d'ailier. 

## Palmarès
- Finaliste du championnat d'Europe 1995